# Richard Riedl

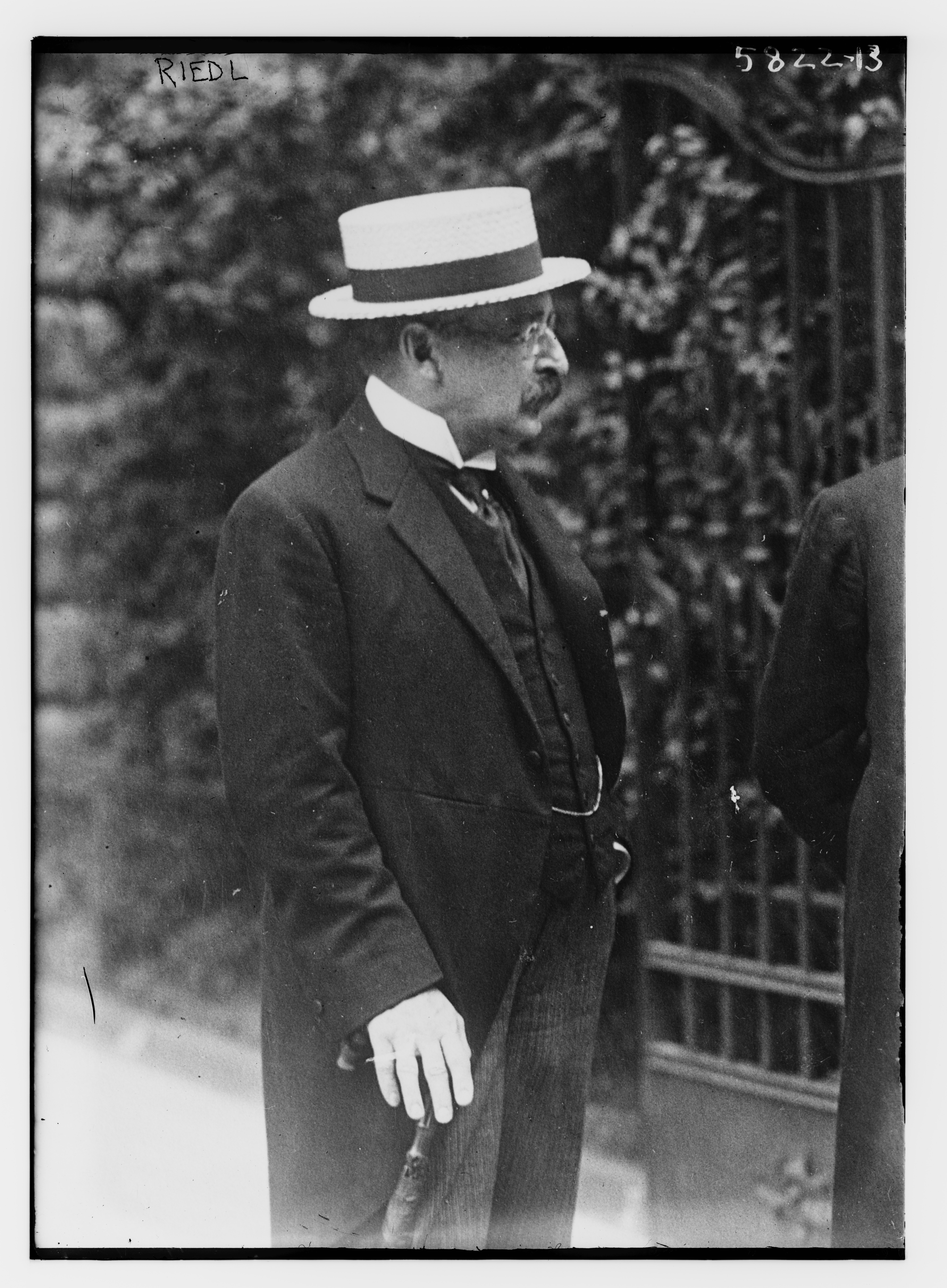

Richard Riedl (* 8. Dezember 1865 in Wien; † 9. März 1944 ebenda) war ein österreichischer Wirtschaftspolitiker und Diplomat.

## Leben
Als Sohn eines Beamten der Tabakregie geboren, studierte Riedl nach dem Besuch des Gymnasiums in Wien dort Rechtswissenschaften. Während seines Studiums wurde er 1886 Mitglied der Wiener akademischen Burschenschaft Albia, 1936 Ehrenmitglied der Grazer akademischen Burschenschaft Arminia und der Burschenschaft Teutonia Prag.
Riedl arbeitete zunächst in der Niederösterreichischen Handelskammer. 1908 gründete er den Deutschen Klub. In der österreichisch-ungarischen Monarchie war er ab 1909 Sektionschef im Handelsministerium. In der Staatsregierung Renner I war er Unterstaatssekretär im Staatsamt für Gewerbe, Industrie und Handel und Staatsamt für Kriegs- und Übergangswirtschaft. 1921 bis 1925 war er Gesandter der Ersten Republik Österreich in der Weimarer Republik; 1924 bis 1925, von Berlin aus, auch österreichischer Gesandter in Finnland. 1924 gründete er den Mitteleuropäischen Wirtschaftsverein. Er galt als Fachmann für regionale Wirtschaftsunionen und für Wirtschaftsfragen Südosteuropas.
In den Jahren 1921 bis 1925 war er österreichischer Gesandter in Berlin. Nach dem Anschluss Österreichs an das Deutsche Reich im Jahr 1938 wurde Riedl für kurze Zeit der kommissarische Leiter der Wiener Handelskammer und danach in den Beirat der Reichswirtschaftskammer berufen. Zudem wirkte er ab 1938 als Aufsichtsratsvorsitzender der Pulverfabrik Skodawerke-Wetzler bzw. ab 1939 der Donau Chemie AG.
Seine Grabrede hielt der damalige Wiener Bürgermeister Hanns Blaschke.

## Schriften
- Mögliche Wege zu einer europäischen Wirtschaftsgemeinschaft. in: Hanns Heimann (Hrsg.): Europäische Zollunion. Beiträge zu Problem und Lösung. Berlin, 1926. S. 181–187.
- Die Vereinigten Staaten von Europa als konstruktives Problem. in: Karl Christian von Loesch (Hrsg.): Bücher des Deutschtums. Bd.2: Staat und Volkstum. Berlin, 1926. S. 51–86.
- Die Meistbegünstigung in den europäischen Handelsverträgen. Denkschrift, dem Wirtschaftlichen Ausschluß des Völkerbundes und der Internationalen Handelskammer überreicht von der Österreichischen Gruppe der Internationalen Handelskammer. Wien, 1928.
- Die Einordnung der gesamtdeutschen in die internationale Handelspolitik. in: Die Anschlußfrage in ihrer kulturellen, politischen und wirtschaftlichen Bedeutung. Wien u. Leipzig, 1930.
- Die Hauptfragen der geplanten deutsch-österreichischen Zollunion. Berlin, 1931.
- Die Organisation der Märkte. in: Europäische Revue 8 (1932), Bd. 2, S. 389–411.
- Weg zu Europa. Gedanken über ein Wirtschaftsbündnis Europäischer Staaten. Denkschrift 1944.